# Atérien
Het Atérien was een Middle Stone Age-industrie in Noord-Afrika (vooral in het oosten van Algerije, maar verbreid over de Noord- en Midden-Sahara tot aan de 18e breedtegraad), die duurde van 145.000 tot 35.000 geleden, en volgens sommige auteurs plaatselijk tot 18.000 of zelfs 10.000 jaar geleden. Het is genoemd naar de vindplaats Oued Djebbana bij Bir el-Ater in Algerije.
Egypte onderscheidt zich met Levalloisvondsten duidelijk van de gebieden van het Atérien.

## Het lithische materiaal
De van vuursteen gemaakte werktuigen van het Atérien waren lichter en kleiner dan van het voorgaande Acheuléen. Typische vondsten zijn de gesteelde punten (Ateriénpunten), schrabbers, boren en stekers. Het steeltje was misschien bedoeld om het werktuig makkelijker te kunnen slijpen door het in een stuk hout of een bot vast te zetten.

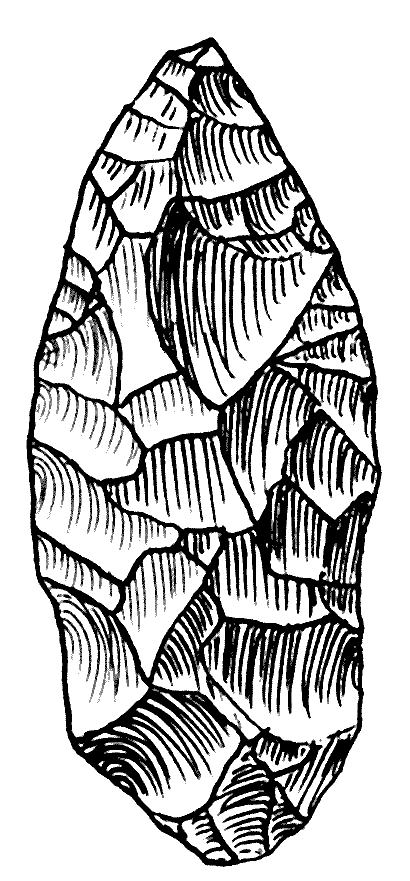
Bladvormige kling
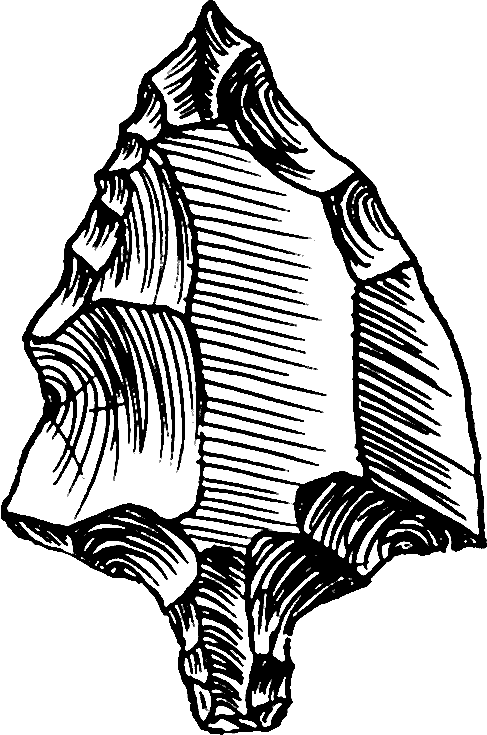
Ateriénspits
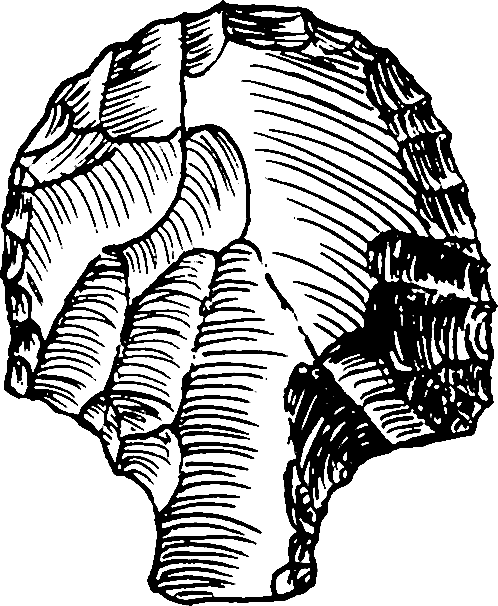
Schrabber

## Milieu en economie
Hoewel aanvankelijk de neanderthalers verantwoordelijk werden gesteld voor deze industrie, tonen vondsten in Marokko dat de dragers vroege moderne mensen waren. De toenmalige fauna in het gebied is nu typerend voor de savanne: olifanten, neushoorns, leeuwen, antilopen, duidelijk een koeler en natter klimaat in een landschap met open loofbos.

## Het inpassen van het Atérien
Vondsten uit de tijd van vóór het Atérien worden aangemerkt als typerend voor het einde van het Acheuléen. Op enkele plaatsen zijn Levalloisvondsten gedaan, zodat de streek waarschijnlijk een tijd onbewoond is geweest. 
Na het Atérien kwamen het epipaleolithische Ibéromaurusien en het Capsien. Het is nog niet duidelijk of de streek tussen deze perioden verlaten was in verband met het te droge klimaat van de Sahara.